# Она

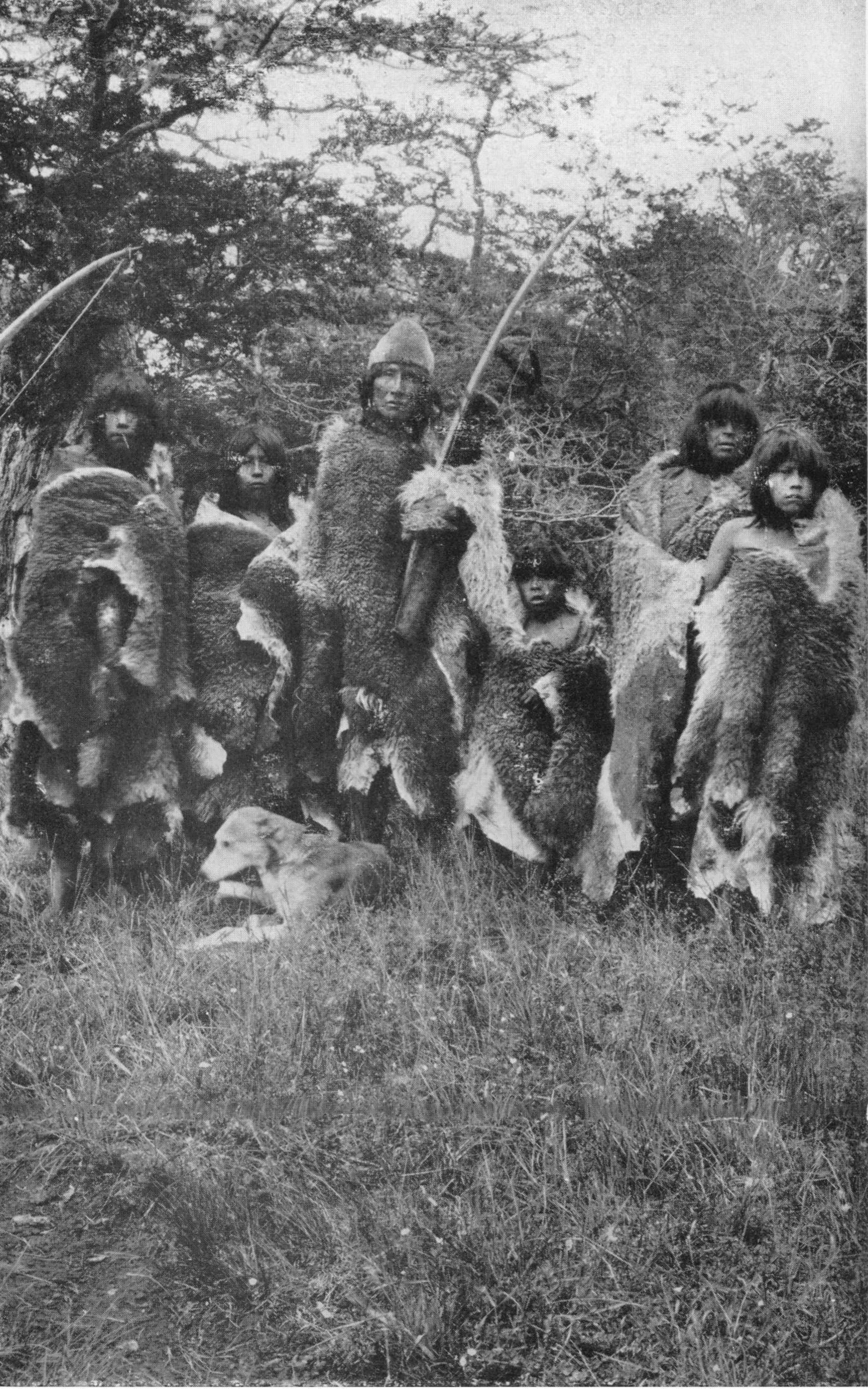

О́на (мовою яганів або селькнам — самоназва, Selknam, Ona) — індіанський народ, що існував на крайньому півдні Південної Америки (крайній південь сучасних Аргентини та Чилі); разом із яґанами та алакалуфами їх відносять до вогнеземельців.

## Близькі народи, раса і мова
Она близькі іншим вогнеземельцям (ягани та алакалуфи) та теуельчам, разом з якими належать до американської раси великої монголоїдної раси.
Мова она належить до групи она-чон андо-екваторіальної мовної родини. Раніше в середовищі она виділяли підгрупу хауш (самоназва — манекенкн), що говорила діалектом, незрозумілим для решти она. Сучасні она-метиси розмовляють іспанською, а мова она вважається зниклою — кількість її носіїв від 1 до 3 чоловік (1991).
Она були одним з останніх корінних народів Південної Америки, яких досягла європейська цивілізація — це сталося у середині XIX століття (постійні контакти), після чого їх чисельність почала катастрофічно скорочуватися. Тоді як на час перших контактів з європейцями налічувалося кілька тисяч селькнамів, на початок XX століття із них залишалося кілька сотень, у 30-ті роки XX століття — бл. 100 чоловік, останній чистокровний селькнам помер в 1974 році. Зараз бл. 20 метисів-она наймитують по фермах в околиці озера Фаньяно (Аргентина).

## Традиційний спосіб життя
Здебільшого она вели кочове життя, узимку збираючись укупі на узбережжі. Основним традиційним заняттям она до початку XX століття було примітивне мисливство — на гуанако, морських тварин і птахів. Також она збирали молюски та інші дари моря. За зброю правили лук зі стрілами, рідше спис, праща і болеадорас. Останнє, як і собак, яких тримали, она перейняли від теуельче.
Житло — конічні хижі або сегментовані заслони з жердин та шкур гуанако. За одяг правили ті ж шкури гуанако або лисиці хутром назовні. Чоловіки носили хутряні шапки, шкіряне взуття на кшталт мокасинів, на грудях — шкіряні трикутники.
У суспільстві она нараховувалося до 40 патрилінійних екзогамних груп чисельністю від 40 до 120 чоловік, що мали свої окремі мисливські угіддя і об'єднувалися у 2 (або 4) фратрії, відповідно до сторін світу.
Сім'я в она мала, шлюб патрилокальний, зрідка практикувалися полігінія (зокрема, сорорат) і левірат. Збираючись узимку разом, она проводили священну церемонію клоктен (так же називалася і подоба жерців — шаманів у суспільстві она).
Про духовну культуру она відомо більше ніж сусідніх вогнеземельців. В она існувала розвинута міфологія — міфи про культурних героїв (деміургів), тотемні культи, культ родових предків (ховенх) тощо.

## Виноски
1. ↑  Ona. A language of Argentina, архів оригіналу: // Ethnologue (16th ed., 2009) (англ.)